# Aníbal Acevedo Vilá
Aníbal Acevedo Vilá (ur. 13 lutego 1962 w San Juan) – polityk portorykański, w latach 2005–2009 pełnił funkcję gubernatora Portoryko.

## Życiorys
Studiował nauki polityczne i prawo na Uniwersytecie Portorykańskim. Jest działaczem Powszechnej Partii Demokratycznej, od 1997 jej przewodniczącym. W 1992 został po raz pierwszy wybrany do Izby Reprezentantów Portoryko. W latach 2001–2005 pełnił funkcję rezydenta-komisarza Portoryko przy Kongresie USA; w listopadzie 2004 wybrany na gubernatora Portoryko, urząd objął 2 stycznia 2005 i zajmował go do 2 stycznia 2009.